# 深堀泰士
深堀 泰士（ふかほりひろし、1980年3月2日 - ）は、日本の男子キックボクサー。　

## 人物
大阪府高槻市出身。身長165cm、通常体重58kg、キックボクシングインターナショナル柏ジム所属。MA日本キックボクシング連盟フライ級5位。リングネームは深堀ヒロシ。

## 経歴
- 高槻市立安岡寺小学校卒業
- 高槻市立芝谷中学校卒業
- 金光第一高等学校卒業
- 大阪国際大学中退

## 来歴
高校時代までは野球部に所属していた。　
2006年11月、1ラウンドKO勝利でプロデビュー戦を飾る。